# 秘魯航空
秘魯航空（西班牙語：Aeroperú）是一家曾存在於1973至1999年的航空公司，總部位於秘魯首都利馬。在終止營運前為秘魯的國家航空公司。